# Matthew Abaddon
Matthew Abaddon egy fiktív szereplő a Lost c. amerikai televíziós sorozatban. Szerepét Lance Reddick alakítja.

## Életrajz
|  | Alább a cselekmény részletei következnek! |

Matthew Abaddon fiatalkoráról nincsenek információink. Kronológiailag első feltűnése Locke lebénulása után történt. A férfi kisegítőként dolgozott abban a kórházban, ahová Locke terápiára járt. Ő ültette John fejébe a gondolatot, hogy el kell mennie egy „nagy túrára”, mivel ott csoda történt vele. Miután ezt elárulta neki, az afroamerikai közölte vele: mikor legközelebb találkoznak, Locke „jönni fog neki eggyel”.
Abaddon szervezte össze a tudományos csapatot, melyet a Kahanán szállítottak a szigetre. Vezetésükkel Naomi Dorritot bízta meg. Mikor a nő a 815-ös járat esetleges túlélőiről kérdezősködött, a férfi rendkívül határozottan válaszolta: „A 815-ös katasztrófájának nem voltak túlélői.”
Az Oceanic 6 kijutása után Abaddon meglátogatta Hurleyt az elmegyógyintézetben, és az Oceanic Airlines alkalmazottjának adta ki magát. Mivel így nem ért el célt, felfedte magát azzal, hogy a szigeten maradtakról kérdezte Hugót. Hurley ezen kiborult, hangoskodni kezdett, a zűrzavart kihasználva a férfi pedig elhagyta az épületet.
Később, miután Locke elforgatta a kart, és kijutott a Szigetről, Charles Widmore alkalmazásában lesz Locke sofőrje. Ő kíséri és viszi el azokra a helyekre, ahol az Oceanic 6 tagjai élnek.
De miután Locke azt kéri tőle, hogy keressék fel a volt barátnőjét, elviszi egy temetőbe. Itt amikor már szálnának be, valaki többször is meglövi, utána belehal a sérülésekbe.(A gyilkosról még ugyanebben a részben kiderül, hogy Ben az)
|  | Itt a vége a cselekmény részletezésének! |